# Epepeotes pictus
Epepeotes pictus är en skalbaggsart som beskrevs av Stefan von Breuning 1938. Epepeotes pictus ingår i släktet Epepeotes och familjen långhorningar.
Artens utbredningsområde är Sulawesi. Inga underarter finns listade i Catalogue of Life.